# Viktor Schütze
Pour les articles homonymes, voir Schütze (homonymie).
Viktor Schütze (16 février 1906 - 23 septembre 1950) est un commandant d'U-Boot pendant la Seconde Guerre mondiale. Il est récipiendaire de la Croix de chevalier de la croix de fer avec feuilles de chêne.

## Biographie
Schütze naît à Flensbourg, dans la province du Schleswig-Holstein. Il commence sa carrière navale dans la Reichsmarine à bord de torpilleurs, en avril 1925, avant d'être transféré dans une nouvelle division d'U-boot dix années plus tard, en octobre 1935. Il prend le commandement de l'U-19 pendant deux années, puis suit une formation à la manœuvre d'un destroyer avant de retourner aux commandes d'un sous-marin, l'U-11. Lorsque la guerre éclate, il commande l'U-25 avec lequel il effectue trois patrouilles, principalement dans le golfe de Gascogne et au large de la côte portugaise.
En juillet 1940, il prend le commandement d'un type IXB, l'U-103, avec lequel il effectue quatre patrouilles dans les eaux nord-atlantique et africaines. En décembre 1940, il reçoit la Croix de chevalier de la croix de fer en récompense de ses succès. En août 1941, il se retire du service de commandant d'U-boot, ce qui lui sauva probablement la vie. Il occupe alors le poste de Flottillenchef de la 2. Unterseebootsflottille. En mars 1943, il devient FdU Ausbildungsflottillen (commandant des flottilles d'entraînement en mer Baltique) à Flensburg-Kappeln, où il sert jusqu'à la fin de la guerre. Il meurt à Francfort-sur-le-Main en 1950.

## Résumé de carrière

### Navires attaqués
Durant sa carrière Schütze a coulé avec l'U-25 et l'U-103, 35 navires commerciaux pour un total de 180 073 tonneaux de jauge brute et endommagé deux navires de 14 213 tonneaux.
| Date             | U-boot | Nom du navire      | Nationalité | Tonnage | Fait      |
| ---------------- | ------ | ------------------ | ----------- | ------- | --------- |
| 31 octobre 1939  | U-25   | Baoulé             | France      | 5 874   | Coulé     |
| 17 janvier 1940  | U-25   | Enid               | Norvège     | 1 140   | Coulé     |
| 17 janvier 1940  | U-25   | Polzella           | Royaume-Uni | 4 751   | Coulé     |
| 18 janvier 1940  | U-25   | Pajala             | Suède       | 6 873   | Coulé     |
| 22 janvier 1940  | U-25   | Songa              | Norvège     | 2 589   | Coulé     |
| 3 février 1940   | U-25   | Armanistan         | Royaume-Uni | 6 805   | Coulé     |
| 13 février 1940  | U-25   | Chastine Mærsk     | Danemark    | 5 177   | Coulé     |
| 6 octobre 1940   | U-103  | Nina Borthen       | Norvège     | 6 123   | Coulé     |
| 9 octobre 1940   | U-103  | Delphin            | Grèce       | 3 816   | Coulé     |
| 9 octobre 1940   | U-103  | Graigwen           | Royaume-Uni | 3 697   | Endommagé |
| 9 octobre 1940   | U-103  | Zannes Gounaris    | Grèce       | 4 407   | Coulé     |
| 13 octobre 1940  | U-103  | Nora               | Estonie     | 1 186   | Coulé     |
| 15 octobre 1940  | U-103  | Thislegarth        | Royaume-Uni | 4 747   | Coulé     |
| 21 novembre 1940 | U-103  | Daydawn            | Royaume-Uni | 4 768   | Coulé     |
| 21 novembre 1940 | U-103  | Victoria           | Grèce       | 6 085   | Coulé     |
| 27 novembre 1940 | U-103  | Glenmoor           | Royaume-Uni | 4 393   | Coulé     |
| 28 novembre 1940 | U-103  | Mount Athos        | Grèce       | 3 578   | Coulé     |
| 28 novembre 1940 | U-103  | St. Elwyn          | Royaume-Uni | 4 940   | Coulé     |
| 8 décembre 1940  | U-103  | SS Calabria        | Royaume-Uni | 5 186   | Coulé     |
| 13 février 1941  | U-103  | Arthur F. Corwin   | Royaume-Uni | 10 516  | Endommagé |
| 17 février 1941  | U-103  | Edwy R. Brown      | Royaume-Uni | 10 455  | Coulé     |
| 18 février 1941  | U-103  | Seaforth           | Royaume-Uni | 5 459   | Coulé     |
| 19 février 1941  | U-103  | Benjamin Franklin  | Norvège     | 7 034   | Coulé     |
| 25 avril 1941    | U-103  | Polyana            | Norvège     | 2 267   | Coulé     |
| 1er mai 1941     | U-103  | Samsø              | Royaume-Uni | 1 494   | Coulé     |
| 3 mai 1941       | U-103  | Wray Castle        | Royaume-Uni | 4 253   | Coulé     |
| 6 mai 1941       | U-103  | Dunkwa             | Royaume-Uni | 4 752   | Coulé     |
| 6 mai 1941       | U-103  | Surat              | Royaume-Uni | 5 529   | Coulé     |
| 9 mai 1941       | U-103  | City of Winchester | Royaume-Uni | 7 120   | Coulé     |
| 11 mai 1941      | U-103  | City of Shanghai   | Royaume-Uni | 5 828   | Coulé     |
| 22 mai 1941      | U-103  | British Grenadier  | Royaume-Uni | 6 857   | Coulé     |
| 25 mai 1941      | U-103  | Radames            | Égypte      | 3 575   | Coulé     |
| 25 mai 1941      | U-103  | Wangi Wangi        | Pays-Bas    | 7 789   | Coulé     |
| 8 juin 1941      | U-103  | Elmdene            | Royaume-Uni | 4 853   | Coulé     |
| 29 juin 1941     | U-103  | Erani              | Italie      | 6 619   | Coulé     |

### Décorations
- Spanisches Marineverdienstkreuz in Weiß (21 août 1939)
- Croix de fer (1939) 2e classe (13 novembre 1939) & 1re classe (21 février 1940)
- Italienisches Kriegskreuz mit Schwertern (1er novembre 1941)
- Croix de chevalier de la croix de fer avec feuilles de chêne
  - Croix de chevalier le 11 décembre 1940 en tant que Korvettenkapitän et commandant du U-103
  - Feuilles de chêne le 14 juillet 1941 en tant que Korvettenkapitän et commandant du U-103
- Croix du Mérite de guerre 2e classe (30 janvier 1944) & 1re classe (1er septembre 1944)

### Promotions
| 16 novembre 1925 : | Seekadett (Cadet)                                         |
| 1er avril 1927 :   | Fähnrich zur See (Aspirant)                               |
| 1er juin 1928 :    | Oberfähnrich zur See (Élève-officier)                     |
| 1er octobre 1929 : | Leutnant zur See (Enseigne de vaisseau de 2e classe)      |
| 1er juillet 1931 : | Oberleutnant zur See (Enseigne de vaisseau de 1re classe) |
| 1er octobre 1935 : | Kapitänleutnant (Capitaine-lieutenant)                    |
| 1er février 1940 : | Korvettenkapitän (Capitaine de corvette)                  |
| 1er mars 1943 :    | Fregattenkapitän (Capitaine de frégate)                   |
| 1er mars 1944 :    | Kapitän zur See (Capitaine de vaisseau)                   |